# Алтайская железная дорога (1915)

Железные дороги на юге Сибири

Алтайская железная дорога — частная железная дорога, построенная в 1913 — 1915 годах.

## Проектирование
В 1858 году была высказана идея строительства железной дороги Саратов—Семипалатинск—Минусинск и далее до Амура. Потом министр путей сообщения Константин Посьет предложил построить железную дорогу Омск—Барнаул—Бийск. В 1887—1888 годах рассматривались направления Оренбург—Акмолинск—Бийск—Маньчжурия—Владивосток и Оренбург-Семипалатинск-Бийск-Кузнецк-Байкал. Все эти проекты не были осуществлены, так как шла ожесточённая борьба как по вопросу направления строительства, так и по вопросу его финансирования (строить дорогу за казённый счёт или отдать дело частному капиталу).
В 1903 году была введена в эксплуатацию Транссибирская магистраль. Однако основная масса грузов с юга Западной Сибири могла попасть на неё только в короткий летний навигационный период по реке Обь, а зимой товары могли перевозиться только гужевым способом. Отсутствие постоянной связи с рынком и невозможность быстрого оборота капитала тормозило развитие регионов и способствовало активности местных коммерческих кругов при обсуждении вопросов о железнодорожном строительстве.
В 1907—1911 годах на заседаниях городских дум Ново-Николаевска, Барнаула, Бийска и Семипалатинска был поставлен вопрос о строительстве новой железнодорожной магистрали. Главную роль в отстаивании проекта, выгодного алтайским городам, сыграл городской голова Ново-Николаевска предприниматель Владимир Ипполитович Жернаков, а основными оппонентами были деловые круги Томска, не желавшие уступить Алтаю зону экономического влияния к югу от Транссиба. На совещании с представителями Кабинета по выработке плана железнодорожного строительства в Томской губернии, которое состоялось в Томске в ноябре 1908 года, представители Томска высказались на направление Барнаул—Тайга, а представители алтайских городов — за направление Барнаул—Ново-Николаевск.
В 1909 году, после окончания работы Петербургской комиссии о новых железных дорогах, В. И. Жернаков послал в столицу «Соображения о стратегическом значении железнодорожной линии Семипалатинск—Барнаул—Бийск—Ново-Николаевск»; также он написал и отослал «Ходатайство алтайских городов перед Управлением Кабинета Его Императорского Величества о постройке железной дороги по маршруту Ново-Николаевск—Барнаул—Бийск—Семипалатинск».
В связи с тем, что служебные обязанности вынуждали В. И. Жернакова находиться в Ново-Николаевске, постановлением Ново-Николаевской городской думы от 19 июля 1910 года в столицу был отправлен инженер-строитель Сигмунд Феликсович Дунин-Марцинкевич «для всестороннего освещения вопроса о направлении Алтайской железной дороги путём личных бесед с членами законодательных учреждений и заинтересованных обществ и для участия в различных комиссиях».
В 1910—1912 году Государственный совет рассматривал разные варианты железнодорожного строительства, пока, наконец, 10 марта 1912 года вопрос об Алтайской дороге не был окончательно решён; Высочайшее утверждение состоялось 3 июня 1912 года. Всё это время В. И. Жернаков чуть ли не еженедельно слал телеграммы в Санкт-Петербург, Бийск, Барнаул, Семипалатинск, Томск, не раз сам ездил в столицу для личных переговоров с нужными для решения вопроса о строительстве людьми.

## Строительство

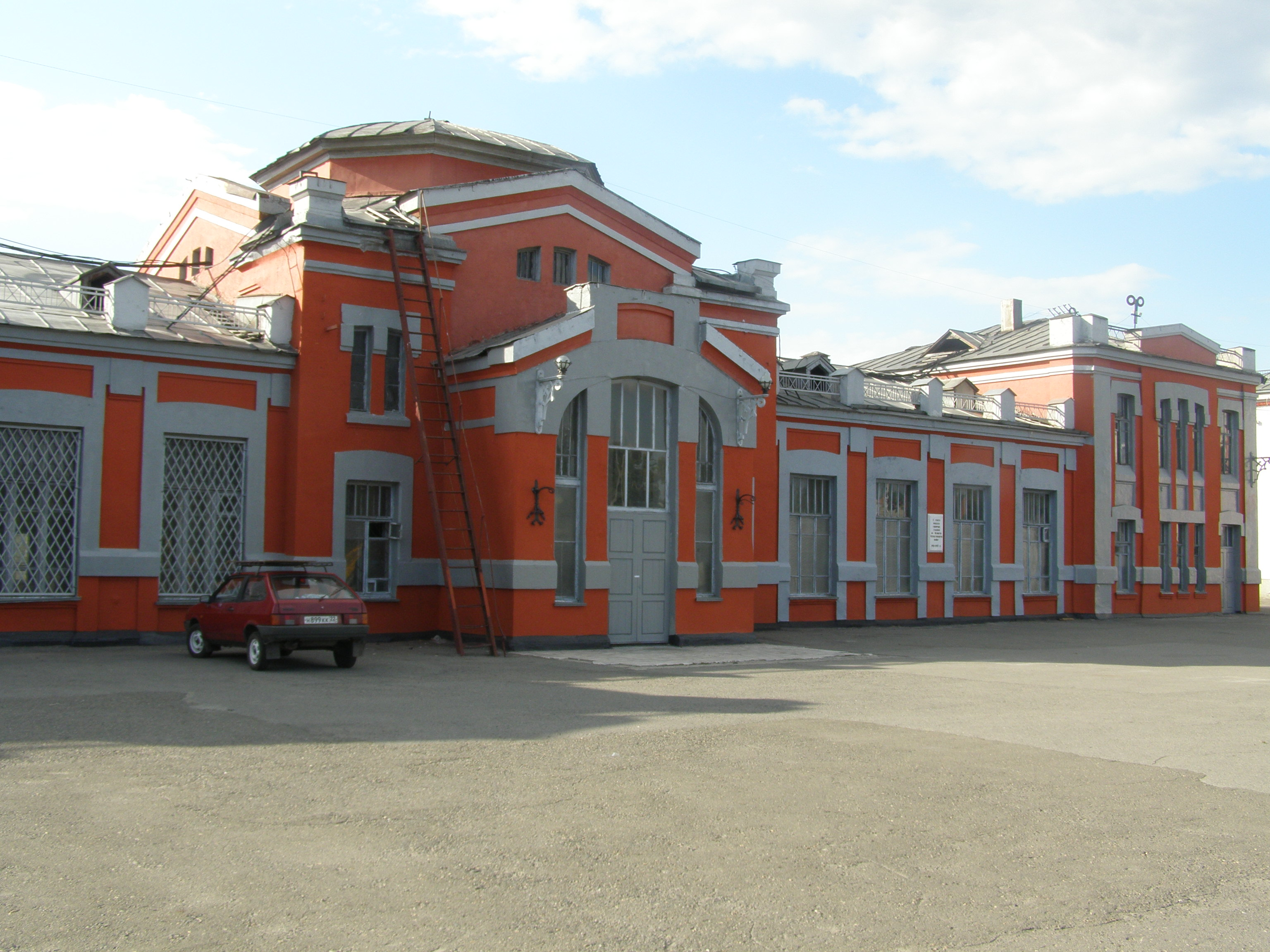
Здание вокзала станции Барнаул. Архитектор К. К. Лыгин, 1915

Учредителем АО стал Русско—Французский банковский синдикат (Учётный и ссудный банк, Петербургский международный, и Русский торгово-промышленный банки. Впоследствии в состав консорциума вошли ещё пять российских и два французских банка).
Главным инженером строительства был назначен Григорий Моисеевич Будагов. Главным архитектором на строительстве Алтайской ж. д. был В.А.Фомин.
- Сооружение дороги началось 1 июля 1913 года в Семипалатинске при закладке пассажирского здания.
- 30 июля 1913 года был заложен вокзал на станции «Алтайская»[2].
- 19 октября 1913 года началось строительство железнодорожного моста через Обь под руководством Делебовского.
- Весной 1914 года было заложено здание вокзала станции Барнаул.
- 28 мая 1914 года состоялась закладка железнодорожного вокзала в Бийске.
- 15 января 1915 года между Ново-Николаевском и Бийском открылось временное движение.
- С августа 1915 года открылось временное движение между Барнаулом и Семипалатинском.
- 25 сентября специальной Комиссией, прибывшей из Петрограда, произведена окончательная приёмка ж. д. моста через реку Обь.
- 8 октября 1915 года из Ново-Николаевска в Барнаул был отправлен первый пассажирский поезд.
- 21 октября 1915 года в 12 часов на станции Барнаул состоялся молебен, освятивший открытие Алтайской железной дороги.

## Эксплуатация
Протяженность дороги составляла от Ново-Николаевска до Семипалатинска — 653 км, от Алтайской до Бийска — 147 км.
На дороге было устроено 22 станции, 3 технических разъезда и 50 площадок для не открытых разъездов.
В начале 1918 года железную дорогу национализировали, её комиссаром был назначен барнаульский большевик, машинист паровоза Т. А. Тяптин. Вскоре она вошла в состав Томской железной дороги.